# Tartil
Le tartîl (en arabe : تَرْتيل [tartīl], psalmodie) est une récitation lente du Coran pour inciter à la réflexion. Cette récitation (تِلاوة [tilāwa], récitation) fait partie de l'art de la récitation du Coran (عِلمُ قِرَاءَةِ القُرآنِ [`ilmou qirā'ati l-qur'āni], la science de la récitation du Coran) appelé tajwîd.
Le tartîl peut être encore ralenti à des fins d'explication et d'apprentissage de la lecture du Coran.